# Liesing

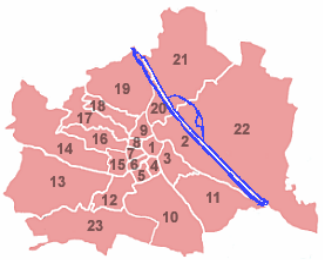
Wiens distrikt. Liesing har nummer 23.

Liesing är ett distrikt (tyska: Gemeindebezirk) i Österrikes huvudstad Wien. Wien är indelat i 23 distrikt och Liesing har distriktsnummer 23.
Antalet invånare är cirka 115 200. Arean är 32 kvadratkilometer. Liesing gränsar till distrikten Hietzing, Meidling och Favoriten. 